# Nationaal park Sierra Nevada
Het Nationaal Park Sierra Nevada (Spaans: Parque Nacional Sierra Nevada) is een nationaal park in de Sierra Nevada in Zuid-Spanje. Het reikt van Alpujarra tot de Marquesado en de vallei van Lecrin in de provincies Granada en Almería.
Sommige bergen zijn hoger dan 3000 meter. Er zijn meer dan zestig soorten planten die alleen maar in deze regio voorkomen, waaronder de Plantago nivalis, een weegbreesoort. Er is een groeiende populatie Spaanse steenbokken en ook de das en de wilde kat komen er voor.
Aan de rand van het park bevindt zich de botanische tuin La Cortijuela. Bedreigde plantensoorten uit de Sierra worden hier beschermd en onderzocht.

## Afbeeldingen

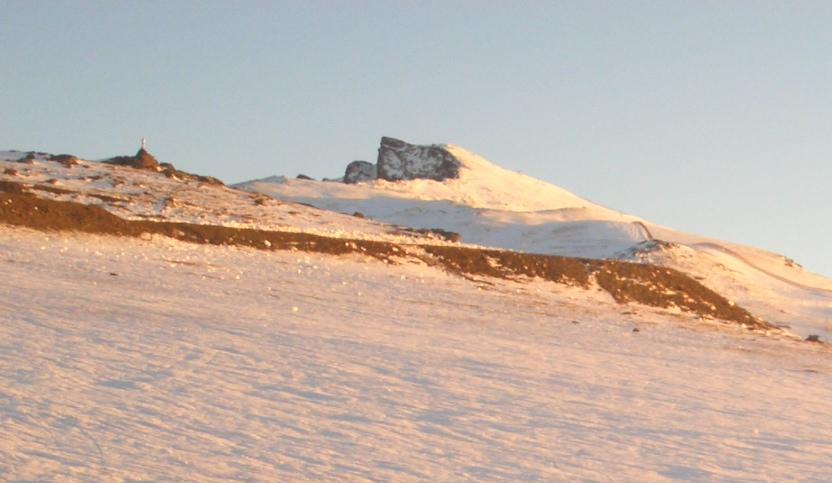
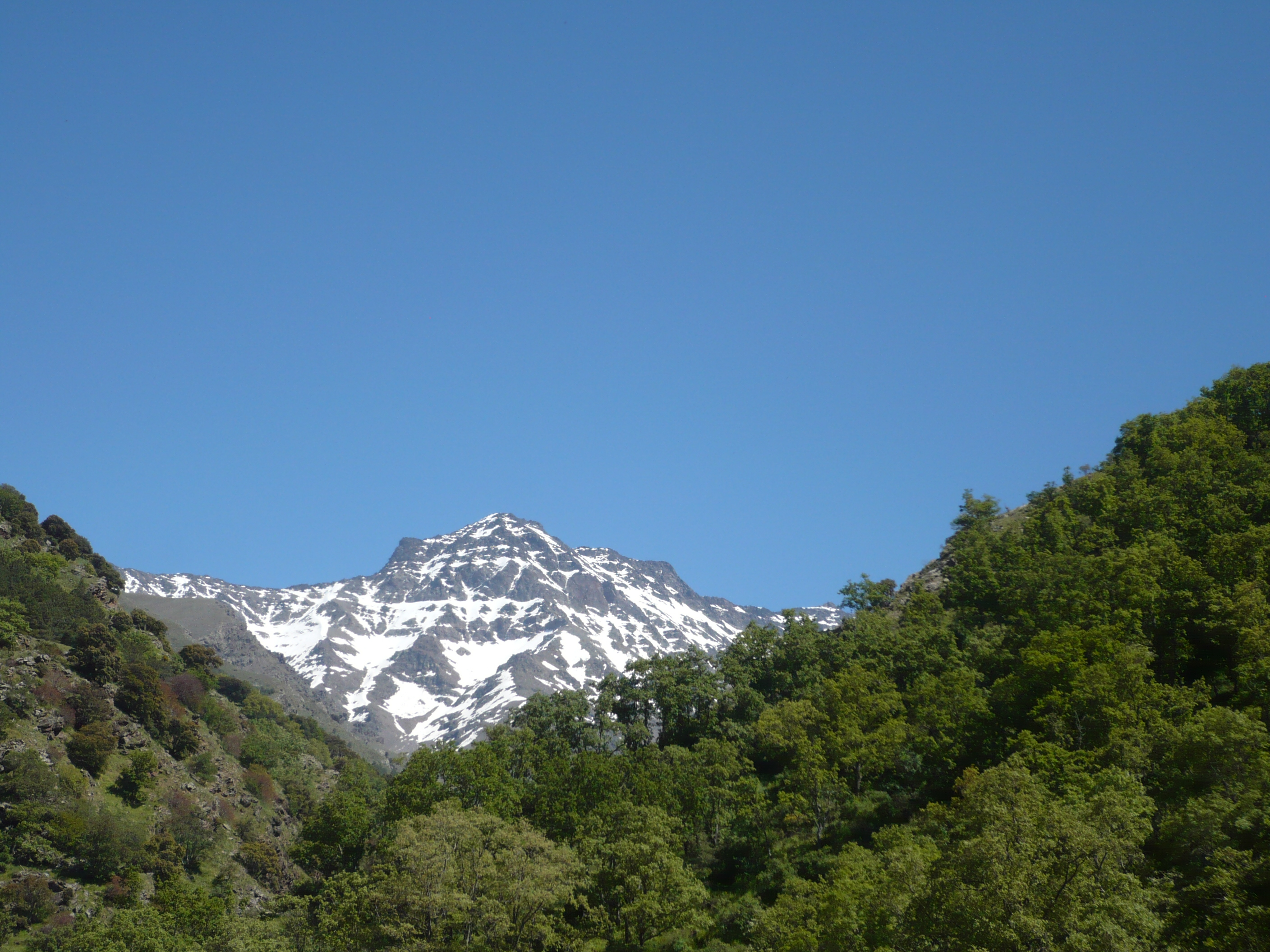
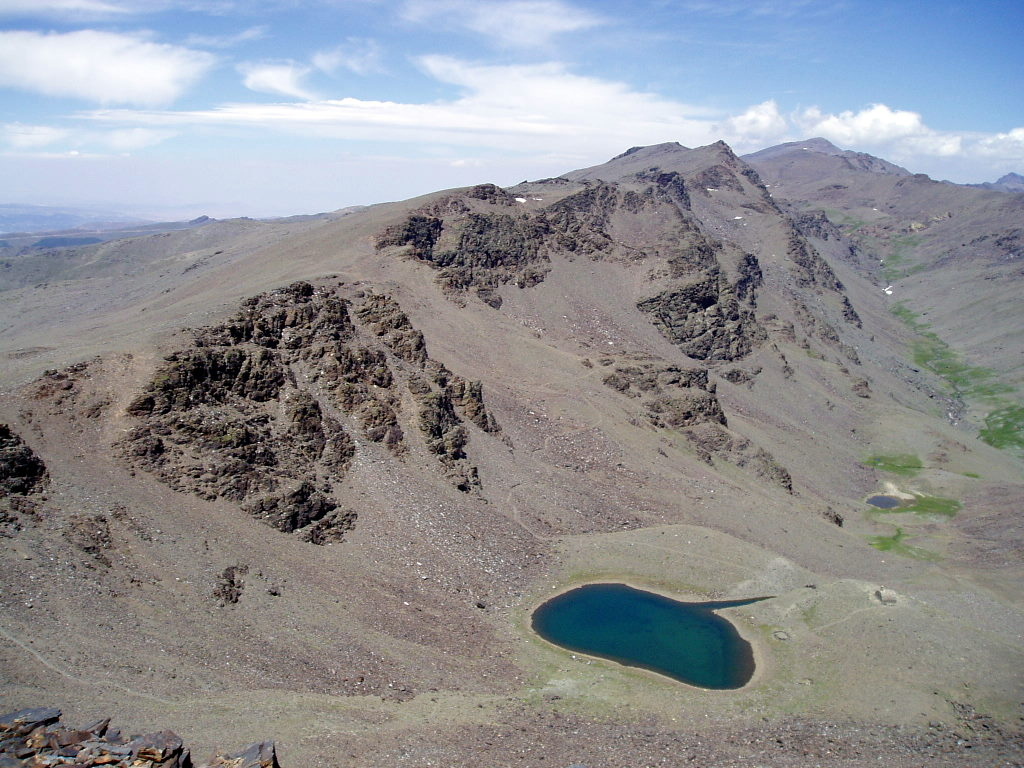
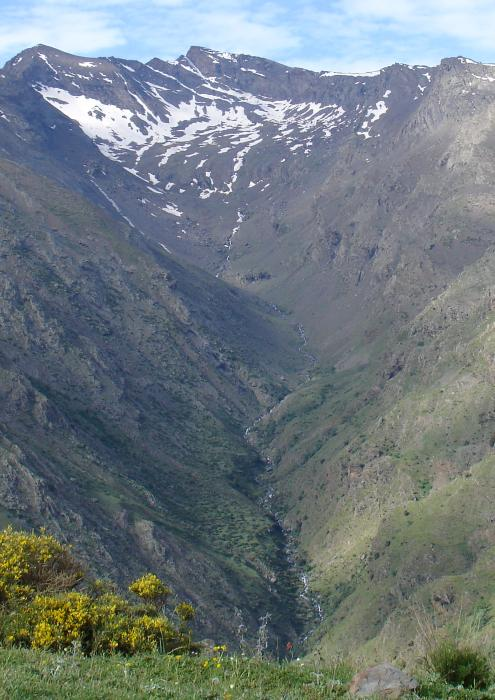
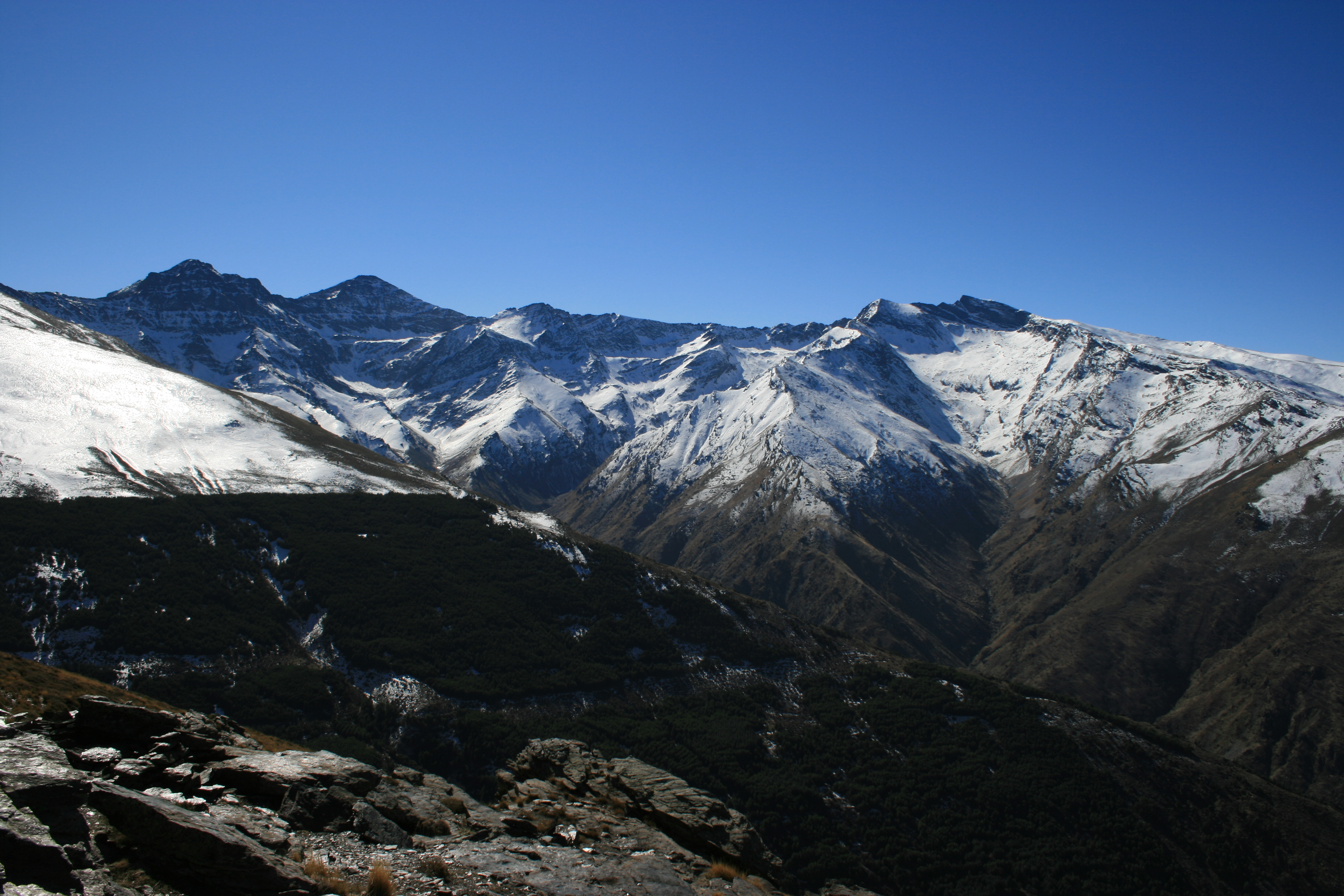
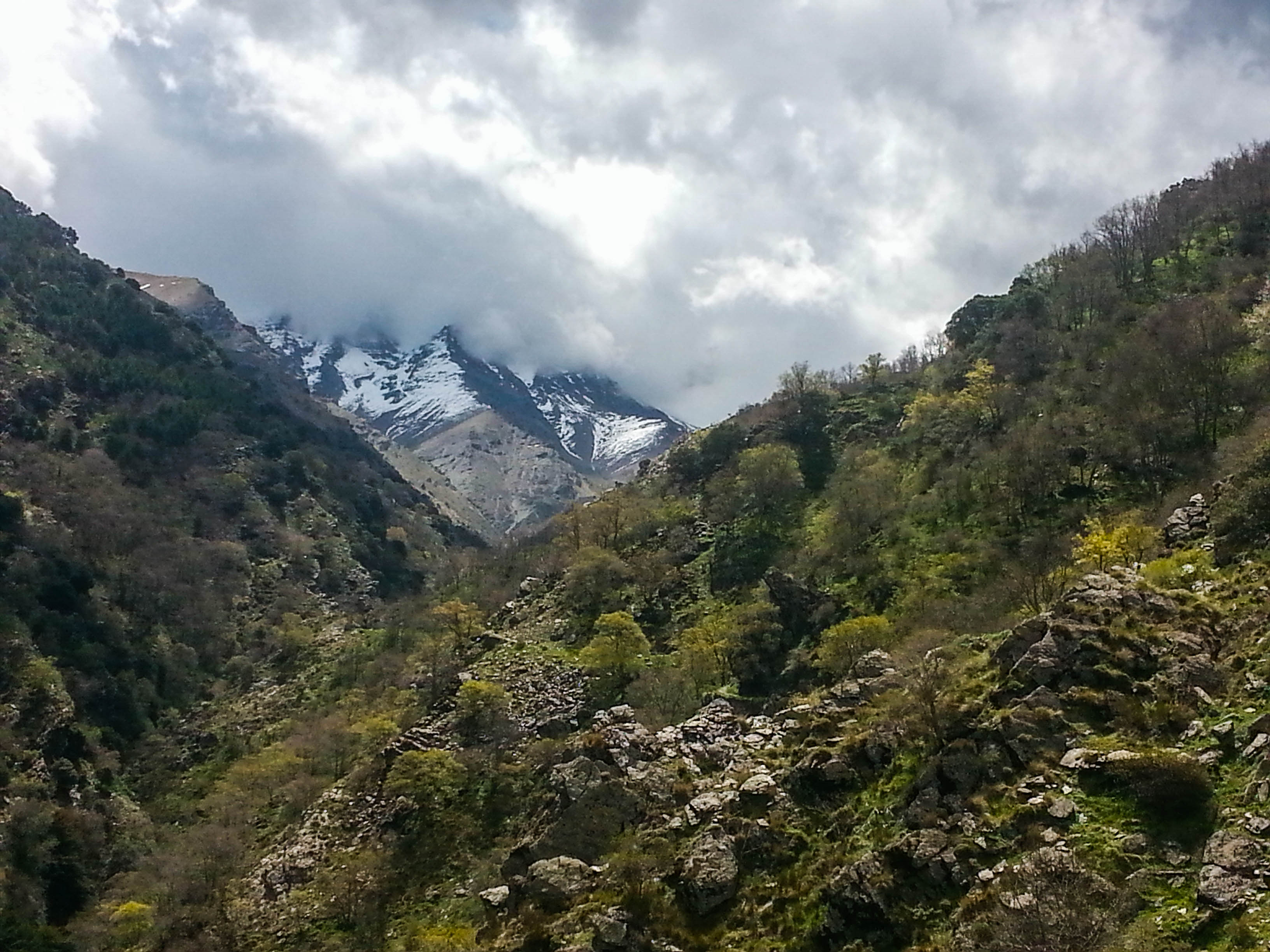
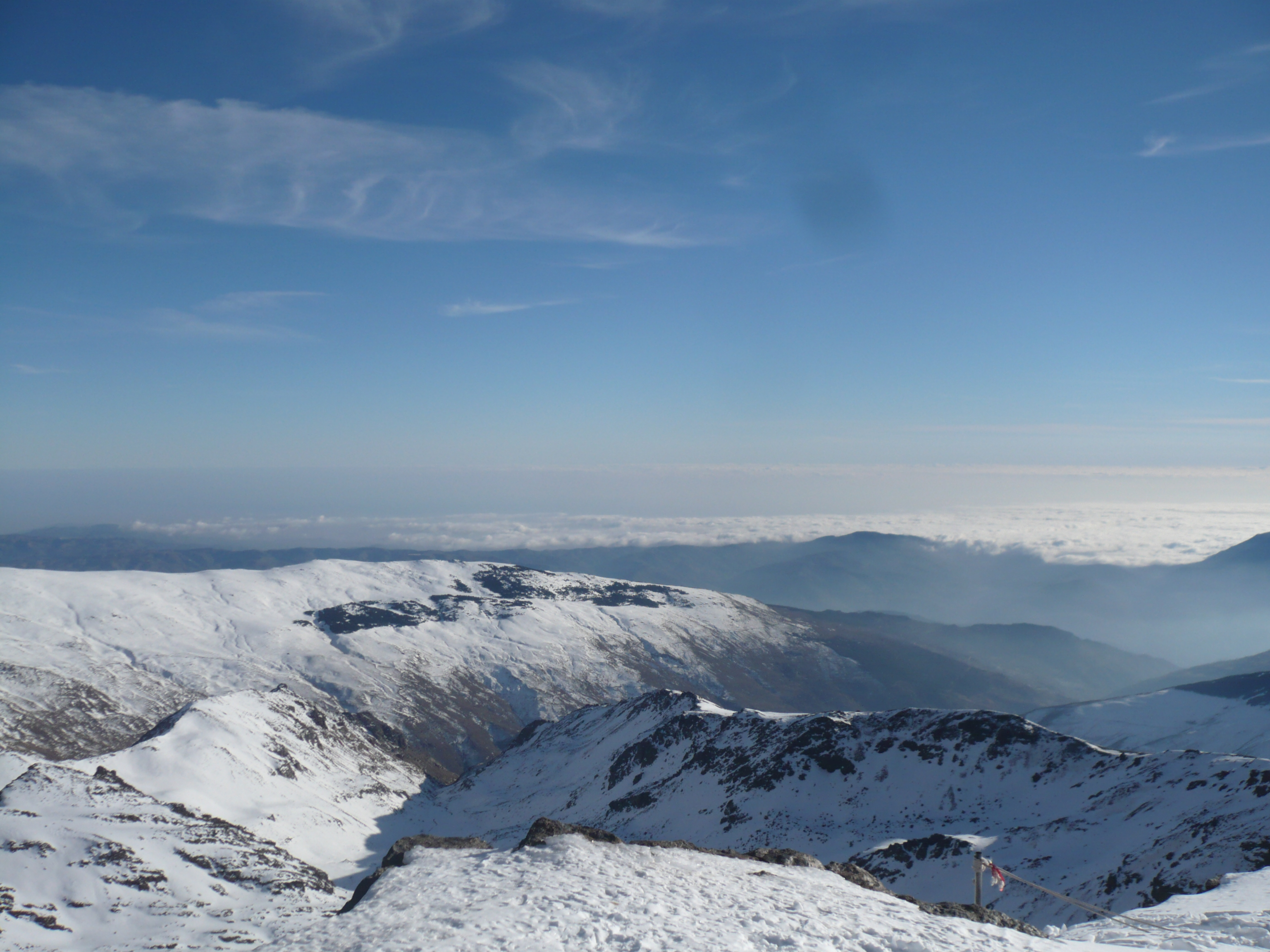
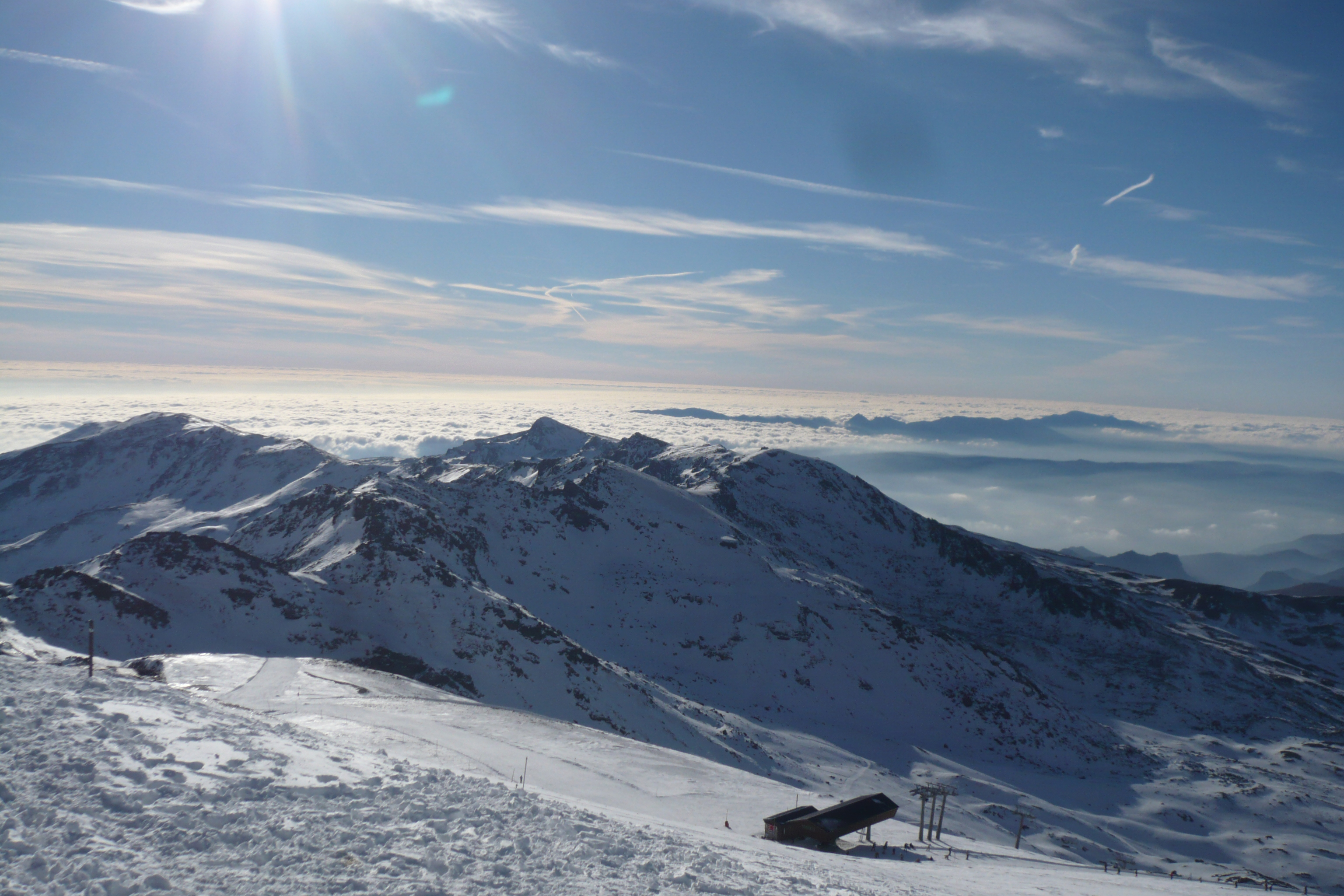
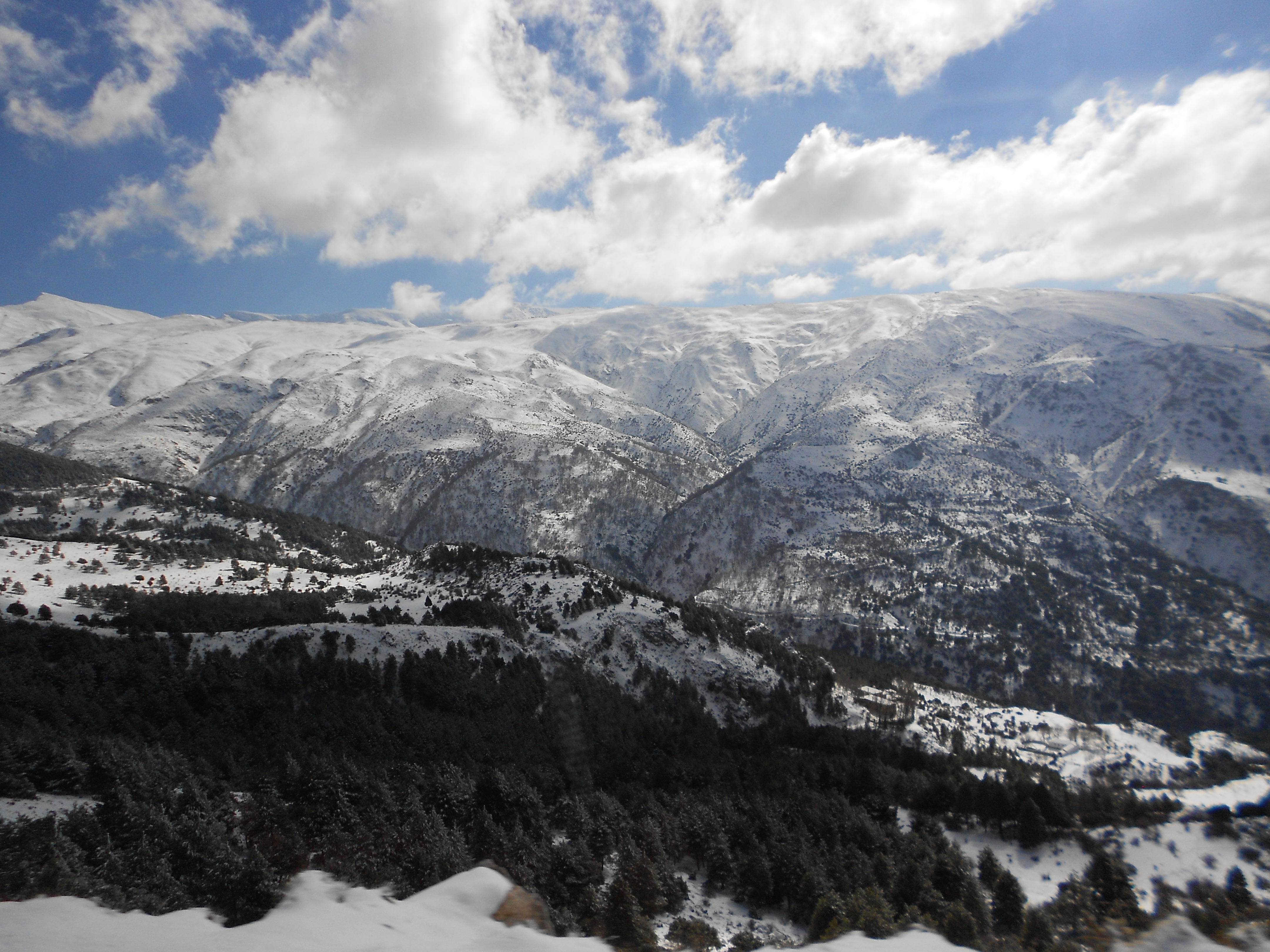
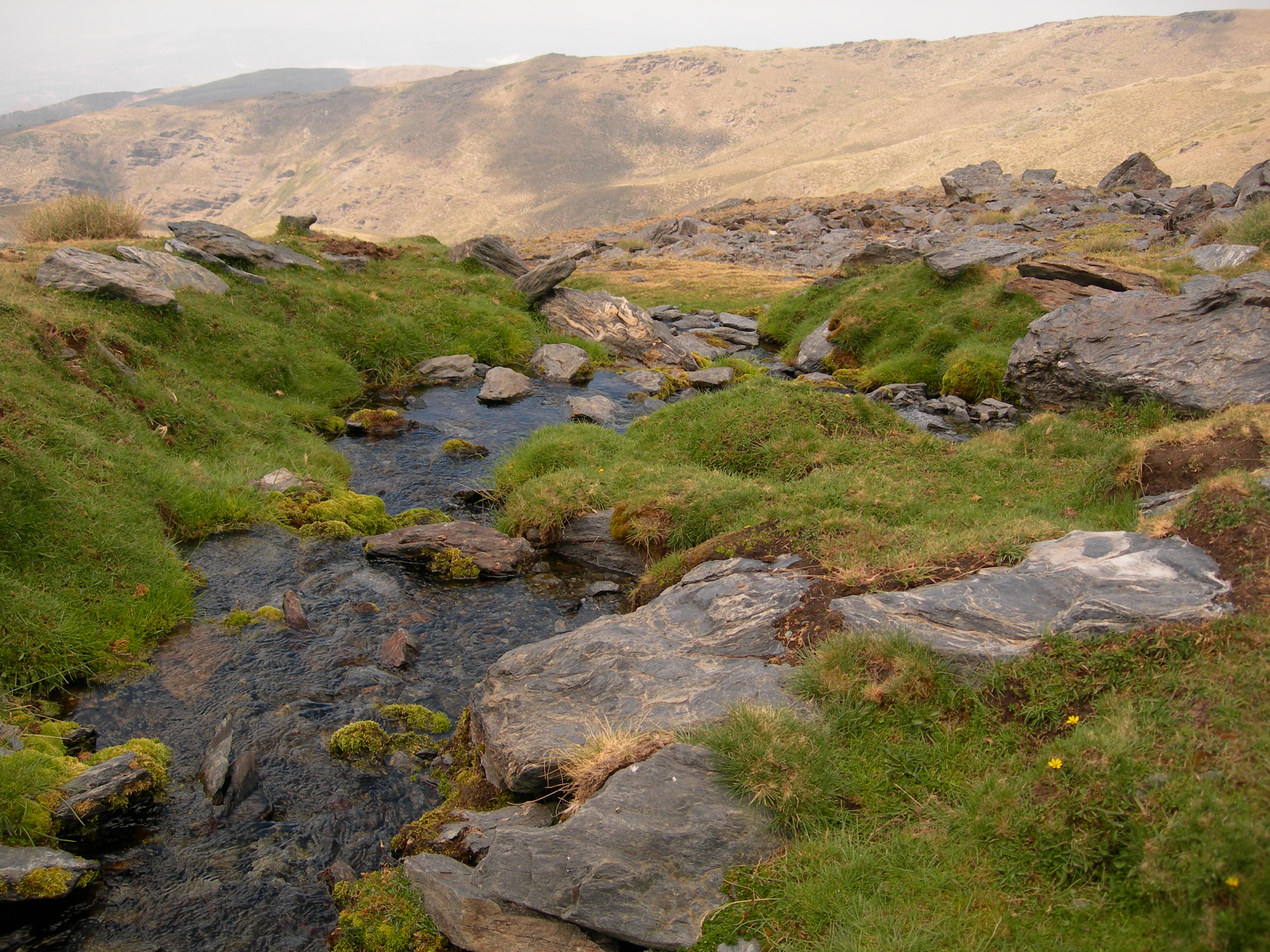